# TV 아사히 토요일 밤 8시 시대극
TV 아사히 토요일 밤 8시 시대극(일본어: テレビ朝日土曜夜8時枠時代劇)은 TV 아사히 계열에서 매주 토요일 20:00 -20:54의 드라마이다.

## 작품 소개
- 《떠돌이 쓰키카게 효고》제2탄
- 《떠돌이 하나야마 다이키치》
- 《사무라이 비각》
- 《인형 사시치 포물장》 (하야시 요이치판)
- 《오가도 전속력으로!》
- 《달려라! 팔백팔정》
- 《인형 사시치 포물장》 (마츠카타 히로키판)
- 《요시무네 평판기 망나니 장군》
- 《겐쿠로 여행일기 아오이의 망나니》
- 《야가미 군의 가정 사정》
- 《망나니 장군II》
- 《젊은 대장 천하 완수!》
- 《망나니 장군III》
- 《장군 이에미쓰 몰래 여행》
- 《망나니 장군IV》
- 《장군 이에미쓰 몰래 여행II》
- 《망나니 장군V》
- 《주인님 변덕장이 숨어 여행》
- 《망나니 장군VI》
- 《장군의 은밀! 카게주하치》
- 《망나니 장군VII》
- 《토야마의 킨씨 VS 온나네즈미》
- 《망나니 장군VIII》
- 《킨씨 VS 온나네즈미》
- 《망나니 장군IX》